# روبرت جونسون (لاعب كرة قاعدة)
روبرت جونسون (بالإنجليزية: Bob Johnson) (و. 1905 – 1982 م) هو لاعب كرة قاعدة أمريكي، ولد في بريور كريك، مركز لعبه هو مدافع أيسر ‏، توفي في تاكوما، واشنطن، عن عمر يناهز 77 عاماً، بسبب قصور القلب.

## روابط خارجية
- روبرت جونسون على موقعبيزبول رفرنس.كوم (الدوري الرئيسي) (الإنجليزية)
- روبرت جونسون على موقعبيزبول رفرنس.كوم (الدوري الثانوي) (الإنجليزية)